# .al
.alドメインは、インターネットにおける国別コードトップレベルドメイン (ccTLD)の一つで、アルバニアに割り当てられている。現在はAKEPが管理を行っている。

## 第二レベルドメイン
基本的に制限はないが、公式サイトに記載されている予約ドメインや禁止ドメインは登録できない。

## 第三レベルドメイン
現在第三レベルドメインの種類は以下のものがある。
- .gov.al 政府
- .edu.al 大学および研究開発機関
- .org.al 非営利組織
- .com.al 企業および営利組織
- .net.al ネットワーク関連の組織